# Волферсдорф
Волферсдорф (њем. Wolfersdorf) општина је у њемачкој савезној држави Баварска. Једно је од 24 општинска средишта округа Фрајзинг. Према процјени из 2010. у општини је живјело 2.373 становника. Посједује регионалну шифру (AGS) 9178156.

## Географски и демографски подаци
Волферсдорф се налази у савезној држави Баварска у округу Фрајзинг. Општина се налази на надморској висини од 502 метра. Површина општине износи 26,0 km². У самом мјесту је, према процјени из 2010. године, живјело 2.373 становника. Просјечна густина становништва износи 91 становника/km².